# Doubský potok (přítok Ohře)
Doubský potok je levostranný přítok Ohře v Chebské pánvi v okrese Cheb v Karlovarském kraji. Délka toku měří 4 km, plocha jeho povodí činí 5,87 km².

## Průběh toku
Potok pramení v nadmořské výšce 455 metrů na pastvinách mezi Františkovými Lázněmi a Žírovicemi asi 1,3 km severně od centra Františkových Lázní. Po celou délku si udržuje jihovýchodní směr toku a v mírném sklonu protéká nezalesněnou krajinou po pastvinách a polích. Ve vesnici Horní Ves, místní části obce Třebeň, protéká malým místním rybníčkem. U Doubí podtéká místní komunikaci a v Chocovicích, místní části obce Třebeň, se u přírodního tábořiště Rafting Ohře vlévá zleva do Ohře.